# Безумная няня
«Безумная няня» (англ. Nanny Insanity или «Домашний импорт» англ. Domestic Import) — американский комедийный фильм 2006 года режиссёра Кевина Коннора по сценарию Андреи Маламут — основан на реальной истории о том как американская семейная пара нанимает няню с Украины.

## Сюжет
Фильм начинается с кадров города на Украине: здесь в маленькой квартирке, где проживает уж слишком много людей, Софья Петренко пакует чемоданы — она решила эмигрировать в США, говоря своей многочисленной семье, что расставание ненадолго — скоро они переедут к ней…

Софья Петренко приезжает из Киева в наряде из страз, лосин и собачьего ошейника, который, по мнению мистера МакМиллана, наводит на мысль о «королеве бала выпускников средней школы садомазохистов». Скорее это выглядит как Чернобыль на дискотеке.
Оригинальный текст (англ.)Sophia Petrenko (Alla Korot) arrives from Kiev in an ensemble of sequins, spandex and dog collar that, to Mr. McMillan, suggests "the homecoming queen of S&M High." Chernobyl at the disco is more like it.
Приехав в Филадельфию она быстро находит работу и место, где жить — её нанимают няней семья МакМилланов.
Молодая пара американцев Марша и Дэвид МакМилланы живут в пригороде в собственном доме. Они оба работают, строят карьеры адвокатов, и времени на домашние дела не хватает. Марша очень неорганизованная домохозяйка, но добросердечная — спасает бездомных животных (и у них в доме всегда несколько шебутных собак), и всегда делает добро для всех. В их доме царит беспорядок, а Марша беременна, и всё это приводит их к мысли, что им нужна домработница и няня, надеясь так устроить порядок в доме и внести немного «здравомыслия» в свою жизнь.
Но не тут то было. Довольно скоро вопрос о том, кто кого нанял, становится комическим. Украинская домработница, как безумная, стремясь найти мужа-американца до истечения срока своей визы, манипулирует бедными Маршей и Дэвидом обманом заставляя своих работодателей делать её работу по дому, и не она, а они становятся нянями — заботятся о её десятилетней дочери, пока София проводит марафон свиданий.
А вскоре милый и уютный дом превращается в какой-то лагерь беженцев для её родственников приезжающих с Украины нескончаемым потоком. Фарса ситуации добавляет противостояние противоположностей — ипохондрического отца Марши и эксцентричной мамы Софии.
В этом комическом бардаке ситуация вскоре выходит из-под контроля… но в финале всё заканчивается хэппи-эндом.

## В ролях
- Алла Корот — Софья Петренко
- Синтия Престон — Марша
- Ларри Дорф — Дэвид
- Минди Стерлинг — Бернис, мать Марши
- Ховард Хессеман — Лу, отец Марши
- Стефани Паттон — Аня Петренко, дочь Софьи
- Лори Джонсон — мама Софьи
- Ричард Риле — Сэм, почтальон
- Илья Волох — Саша
- Эндре Хулс — Николай
- Анна Матиас — Ирэна
- Адам Маламут — Фрэнки
- Алан Ширман — Томас
- Джанет Ротблатт — Ангелина
- Родди Пайпер — Бронко Билл
- Дональд Фуллилов — ямаец, владелец магазина
- Виджи Натан — индуистская женщина
- Питер Джаноси — офицер Лемански

## Критика
По мнению критиков это фильм уровня ситкома:

Юмор общий и предсказуем, и хотя есть несколько скромных шуток, фильм выглядит как пилот телесериала, который не было запущен.
Режиссура, написанная ветераном телевидения Кевином Коннором, и актёрская игра напоминают телефильмы канала «Дисней». Синтия Престон (Марша), вероятно, наиболее известна своими годами работы в сериалах. Алла Корот (Софья), украинка по происхождению, выросла в Сан-Франциско и также является ветераном «мыла».
Оригинальный текст (англ.)The humor is broad and predictable, and while there are a few modest laughs, the movie plays like a TV pilot for a show that didn’t get picked up. The direction, by TV veteran Kevin Connor, and the acting are reminiscent of the Disney Channel. Cynthia Preston (Marsha) is probably best known for her years on "General Hospital." Alla Korot (Sophia), of Ukrainian heritage, grew up in San Francisco and is also a soap veteran.
— San Francisco Chronicle